# Lego Group
Lego Group — датская частная компания, занимающаяся производством одноимённых серий развивающих игрушек, представляющих собой наборы деталей для сборки и моделирования разнообразных предметов — конструкторов. Крупнейший производитель игрушек в мире.
Головной офис компании находится в Дании. Здесь же, в Дании, на полуострове Ютландия, в небольшом городке Биллунд, находится и самый большой Леголенд в мире — город, полностью построенный из конструктора Lego.
Основой наборов является кирпичик Lego — деталь, представляющая собой полый пластмассовый блок, соединяющийся с другими такими же кирпичиками на шипах. В наборы также могут входить множество других деталей: фигурки людей и животных, колёса и так далее. Существуют наборы, в которые входят электродвигатели, различного рода датчики и даже микроконтроллеры. Наборы позволяют собирать модели автомобилей, самолётов, кораблей, зданий, роботов. Воплощает идею модульности, наглядно демонстрирующий детям то, как можно решать некоторые технические проблемы, также прививает навыки сборки, ремонта и разборки техники.

## История

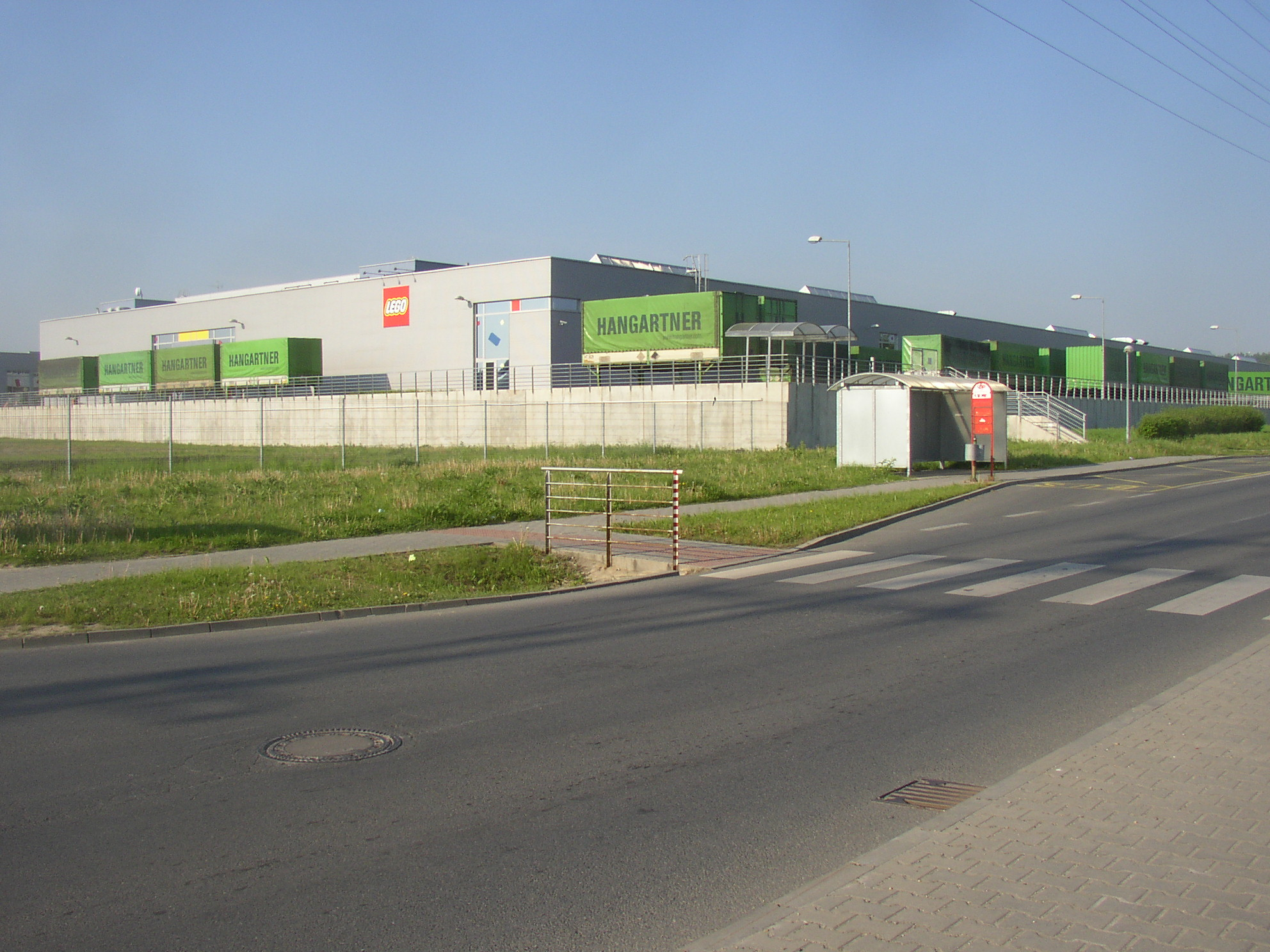
Фабрика Lego Group в Чехии

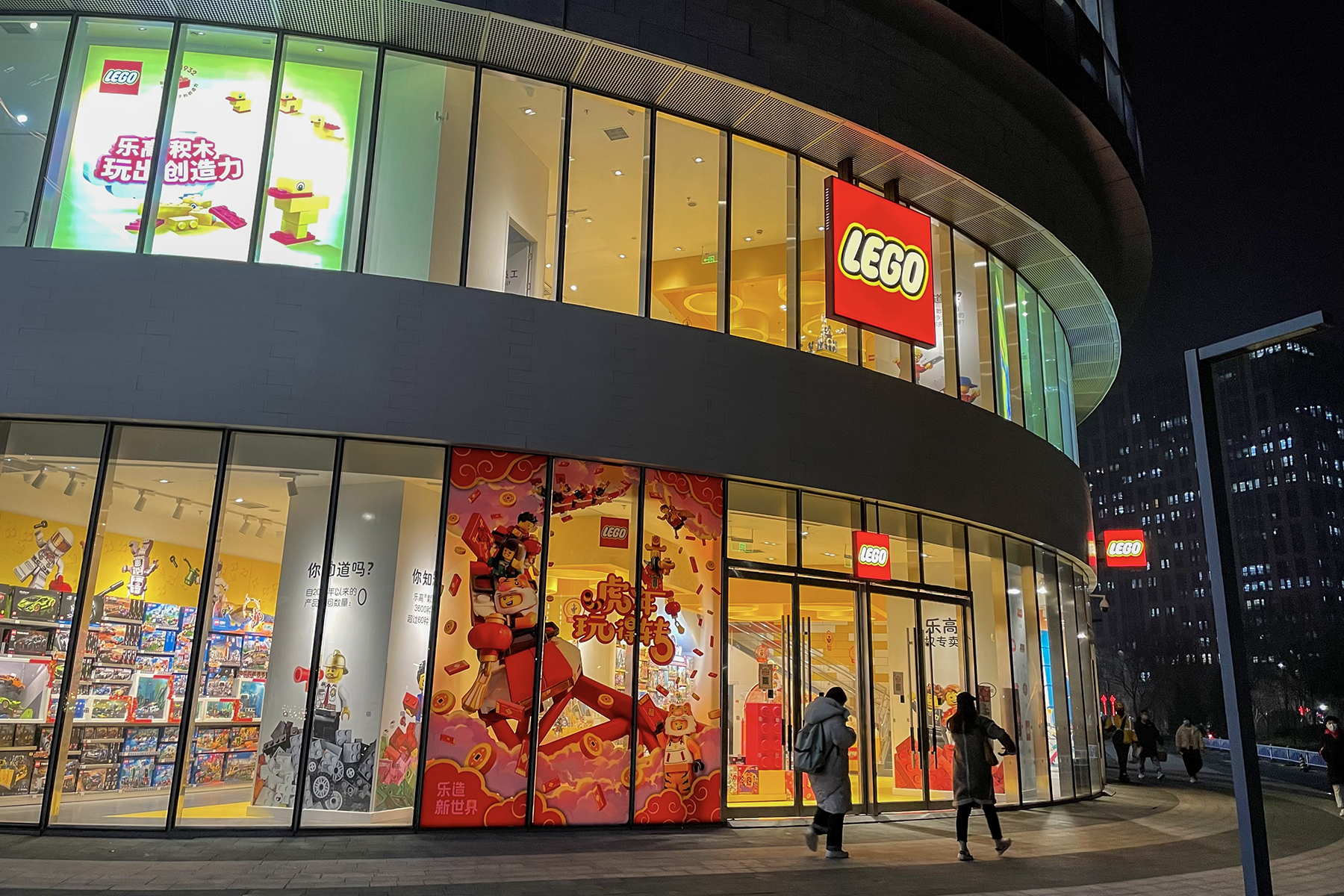
Магазин Lego в Чжэнчжоу

История Lego Group началась в мастерской Оле Кирк Кристиансена (дат. Ole Kirk Christiansen, 1891—1958), плотника из Биллунда (Дания), который начал изготавливать деревянные игрушки в 1932 году. В 1934 году его компания обрела название «Lego», от датской фразы «leg godt», что значит «играй хорошо». В 1947 году она расширила производство на выпуск пластиковых игрушек. В 1949 году, среди других новых продуктов, Lego начала выпуск ранней версии популярного теперь конструктора, которая называлась «Автоматически соединяющиеся кирпичики». Эти детали частично брали за основу самоблокирующиеся кирпичики компании Kiddicraft, которые были запатентованы в Великобритании в 1939 году и выпущены в 1947. После изучения образца, предоставленного британским поставщиком купленной компанией литьевой машины, Lego модифицировали дизайн кирпичика Kiddicraft. Изначально кирпичики изготовлялись из ацетилцеллюлозы и представляли собой улучшенные традиционные деревянные составные блоки, которые соединялись между собой с помощью нескольких круглых выступов сверху и полой прямоугольной нижней части. Кирпичики плотно защелкивались вместе, но в то же время не нужно было прилагать чрезмерных усилий, чтобы их разъединить.
Девиз компании Lego Group: «Det bedste er ikke for godt.», что переводится как «Лучшее ещё недостаточно хорошо». Этот девиз был создан Оле Кирком, чтобы вдохновить своих сотрудников никогда не экономить на качестве, в значимости которого он был убежден. Этот девиз используется компанией по сей день. К 1951 году пластиковые игрушки составляли половину объёма производства компании Lego, хотя датский торговый журнал Legetøjs-Tidende («Toy Times»), посетивший фабрику Lego в Биллунде в начале 1950-х, считал, что пластиковые игрушки никогда не смогут заменить традиционные деревянные.
К 1954 году, сын Кристиансена — Годтфред — стал младшим управляющим директором компании Lego. Годтфред видел в кирпичиках Лего огромный потенциал стать устройством для творческой игры, но они все ещё имели недостатки с технической точки зрения: стыковочная способность была ограничена и сами они не были универсальны. В 1958 году был разработан современный дизайн кирпичиков, и потребовалось 5 лет для того, чтобы подобрать подходящий материал — АБС-пластик (акрилонитрилбутадиенстирол). Современный кирпичик Лего был запатентован 28 января 1958 года. Также в 1958 году Оле Кирк Кристиансен умер, Годтфред стал единоличным главой компании.
В начале 1960-х начался экспорт игрушек Lego в другие страны. В 1961 году американская компания Samsonite начала по лицензии производить и продавать конструкторы Lego в США и Канаде. Из-за проблем с качеством и низкими продажами партнёрство с Samsonite в начале 1970-х годов было прекращено, в 1975 году был открыт собственный завод Lego в Коннектикуте. В 1961 году компания начала строительство частного аэродрома; позже он стал международным аэропортом Биллунн, вторым крупнейшим в Дании. С 1964 года начали продаваться наборы Lego, содержавшие все необходимые детали и инструкцию по сборке. В 1968 году в Биллунде был открыт первый парк отдыха и развлечений Леголенд. Линия товара Lego Duplo, представленная в 1969 году, — это ряд простых блоков, которые в два раза шире, длиннее и выше стандартных блоков Лего, и предназначены для детей до 5 лет. В 1974 году был открыт завод в Баре (Швейцария); позже в Швейцарии было открыто ещё 2 завода, но все 3 предприятия были закрыты в начале 2000-х годов. В 1985 году было начато производство в Республике Корея; корейский завод закрылся в 2005 году. С 1986 по 1998 год у компании также был завод в Бразилии (Манаус).
В 1978 году Lego производит первые минифигурки, которые с тех пор стали главным элементом большинства комплектов. Новые элементы часто выпускаются вместе с новыми комплектами. Существуют также наборы Лего, рассчитанные на маленьких девочек, такие как линии Belvillу, Clikits (старые наборы), Disney Princess и Friends, которые состоят из небольших взаимосвязанных деталей, предназначенных для вдохновения в творчестве и декоративно-прикладном искусстве так же, как и обычные кирпичики Лего. Части Bilville, Clikit, Disney Princess и Friends могут соединяться с обычными кирпичикам Лего как декоративные элементы.
Серия Lego Fabuland производилась с 1979 по 1989 год. Более продвинутые наборы Lego Technic начали выпускаться в 1977 году. Lego Primo — это линия блоков Lego для маленьких детей, которая производилась между 2004 и 2006 годами. В 1995 году был начат выпуск серии Lego Baby для малышей. В 2000 году Британская ассоциация продавцов игрушек назвала кирпичик Lego самой значимой игрушкой XX века.
В начале 1990-х годов продажи начали падать, в основном из-за роста популярности компьютерных видеоигр, тем не менее, компания продолжала инвестировать в развитие. В 1998 году Lego впервые в своей истории закончила финансовый год с убытком. Чтобы исправить положение, Lego начала запускать новые наборы, в 1998 году появился роботизированный набор Mindstorms, для других приобретались лицензии на популярные бренды, такие как Star Wars в 1999 году и Harry Potter в 2001 году. Также в 2001 году был запущен набор Bionicle. В середине 1990-х годов была начата разработка видеоигр на тему приключений минифигурок Лего. В ноябре 2000 года был открыт завод в Кладно (Чехия). Однако кризис продолжался — число сотрудников было сокращено с 9100 в 1998 году до 4200 в 2007 году.
В октябре 2004 года генеральным директором был назначен Йорген Виг Кнудсторп, бывший консультант McKinsey & Company; он стал первым главой компании не из числа членов семьи Кристиансен. В 2005 году все имевшиеся на то время 4 Леголенда (в Дании, Англии, Германии и США) были проданы компании Merlin Entertainments; владельцы Lego получили 30 % акций Merlin. Продажа была вызвана большими убытками LEGO Group, которые в 2005 году составили 1,9 млрд крон на выручку 7,9 млрд крон. В середине 2000-х годов компания решила перейти на аутсорсинг производства, заключив соглашение с Flextronics; вскоре от этих планов руководство LEGO Group отказалось, в 2009 году был открыт завод в Монтеррее (Мексика), ставший крупнейшей производственной площадкой группы. В 2008 году у Flextronics был куплен завод в Ньиредьхазе (Венгрия), в 2012 году он был расширен. В июле 2015 года начал работу завод в Цзясине (КНР). Вместе с расширением производства увеличивалась и сеть брендовых магазинов — в 2007 году их было 27, а в 2009 году — 47; основную ставку Lego сделала на приобретение лицензий для своих наборов, в 2009 году на них приходилось 60 % продаж; это позволило компании выйти из кризиса, однако, как отмечали специалисты, Lego утратила свою индивилуальность.

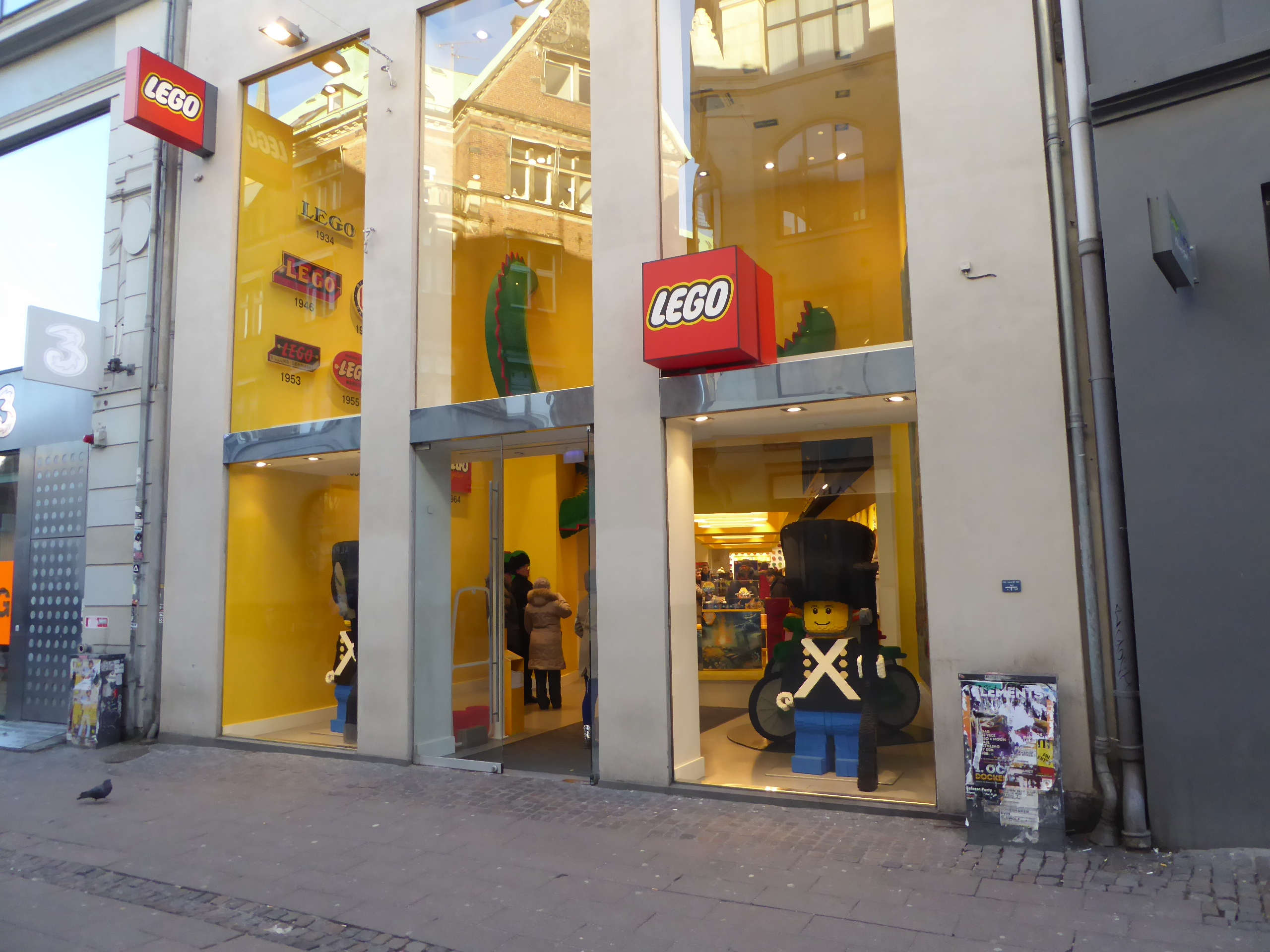
Магазин Lego в Копенгагене

В мае 2011 года космический шаттл Индевор во время миссии STS-134 взял 30 наборов Lego на Международную Космическую Станцию, где астронавты строили модели и наблюдали их взаимодействие в условиях микрогравитации как часть космической программы «Lego Briks». Результаты исследования были распространены в школах, как часть образовательного проекта.
В мае 2013 года в Нью-Йорке была представлена самая большая модель из когда-либо собранных с Lego — истребитель X-Wing в масштабе 1:1, созданный из более чем 5 миллионов деталей. Есть и другие рекорды: башня высотой 112 футов (34,14 метров) и железная дорога длиной 4 км. В феврале 2014 года состоялась премьера полнометражного анимационного фильма «Лего. Фильм», ставшего основой одноименной франшизы.
В июне 2021 года Lego Group объявила о переходе на экологически безопасное производство, представив прототип нового кубика конструктора Lego, созданного из переработанного ПЭТ-пластика. Предполагалось, что к 2030 году компания полностью перейдёт на производство из экологически чистых материалов и таким образом снизит углеродный след от заводов и готовых товаров (по данным на 2021 год выбросы парникового газа на предприятиях группы ежегодно составляли около 1,2 млн тонн). Однако в сентябре 2023 года Lego Group отказалась от перехода на производство экологически безвредных кубиков. Изменить свои планы компанию вынудили исследования экспертов, показавшие, что при производстве новых кубиков выброс парниковых газов будет даже больше, чем при изготовлении нынешних, из-за необходимости замены оборудования и особенностей производства.

## Деятельность

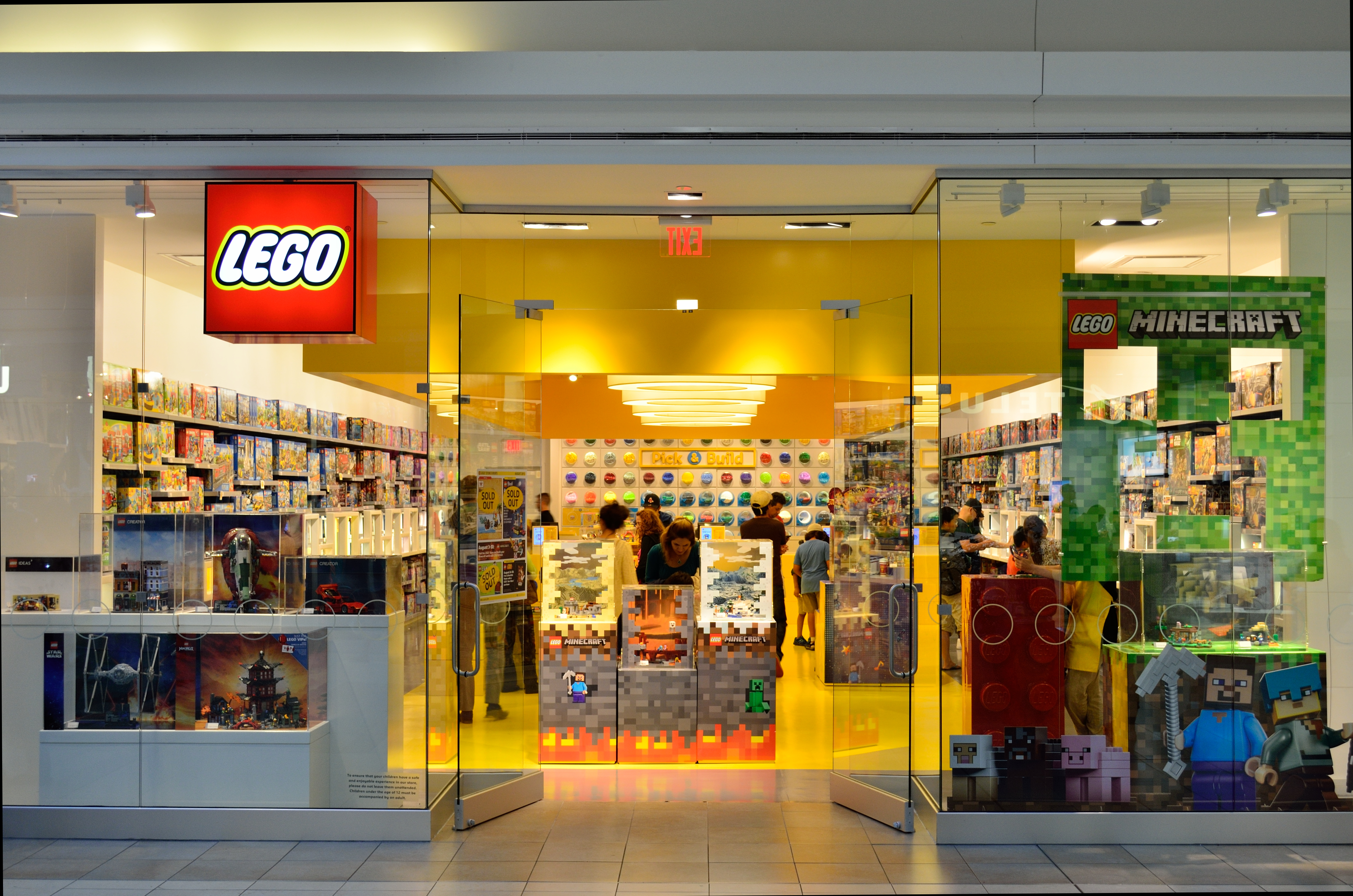
Магазин Lego в Торонто

Группа LEGO занимается разработкой, производством, дистрибуцией и продажей игр, игрушек, цифровых продуктов, образовательных материалов и товаров под брендом LEGO.
Продажа конструкторов осуществляется через сеть брендовых магазинов, которая по состоянию на конец 2024 года насчитывала 1069 торговых точек, из них 201 была в собственности компании, остальные работали по договору франчайзинга. Ассортимент в 2024 год включал 840 наборов, наиболее популярными из них были Lego Icons, Lego Star Wars, Lego Technic, Lego City и Lego: Harry Potter.
Выручка за 2024 год составила 74,3 млрд датских крон ($11,1 млрд), из них на Америку пришлось 48 %, на Европу, Ближний Восток и Африку — 39 %, на Азиатско-Тихоокеанский регион — 13 %.

## Наборы
Начиная с 1950-х годов Lego Group выпустила тысячи наборов на различные темы, включая город и деловой центр, космос, роботы, пираты, поезда, викинги, замки, динозавры, исследование подводных глубин и дикий запад.
В то время как существуют наборы, которые кажутся связанными с военной тематикой, такие как «Звёздные войны», немецкие и русские солдаты в наборах «Индиана Джонс», зелёные солдаты из «Истории игрушек» и «Lego Castle» — ни в одной серии нет сета, непосредственно связанного с военной тематикой. Это часть политики Оле Кирка Кристиансена, который не желал делать из войны детскую игру.
Со временем диапазон деталей был расширен и стал включать дополнительные элементы — моторы, шестерни, фары, датчики и камеры, предназначенные для использования с компонентами Лего. Моторы, батарейные блоки, подсветка и выключатели продаются под названием Power Functions. Техническая серия использует новые виды соединения деталей, но они по-прежнему совместимы с предыдущими типами блоков. Техническая серия зачастую может быть механизирована посредством Power Functions.
«Бионикл» — это линия игрушек компании Лего, рассчитана на возрастной диапазон от 7 до 16 лет. Линия была запущена в январе 2001 года в Европе и июне/июле того же года в США. Идея серии «Бионикл» возникла из существовавшей ранее линии «Слайзерс» (также известной как «Сроуботс») и недолго выпускавшихся «Роборайдерс». Обе линии имели аналогичные метательные диски и героев, вдохновлённых природными стихиями. Со временем наборы линии «Бионикл» увеличились в размере и гибкости. В 2010 году линия «Бионикл» прекратила своё существование, а её место заняла «Hero Factory». Наряду с «Hero Factory», по типу «Бионикл» был создан ещё один аналогичный набор — «Lego: Legends of Chima», в котором использовалась та же структура для минифигурок. В 2014 году состоялся перезапуск серии «Бионикл».
Одним из самых больших наборов Лего, когда-либо производимых в промышленных масштабах, является соизмеримое минифигуркам издание серии «Звездные войны: Сокол тысячелетия». Набор был разработан Дженсом Кронвольдом Фредериксеном, выпущен в 2007 году и состоял из 5195 деталей. Тем не менее, его смог превзойти набор «Тадж-Махал», который включал 5922 части. Но в 2017 году самым большим набором стал Сокол Тысячелетия из 7 части Звёздных войн «Пробуждение Силы», он состоит из 7541-й детальки.
Одним из флагманских брендов компании являются наборы Lego Ninjago, первые из которых разработаны в 2011 году параллельно с выпуском одноимённым мультсериаломи. На середину 2023 года число наборов приближается к 500.

## Дизайн

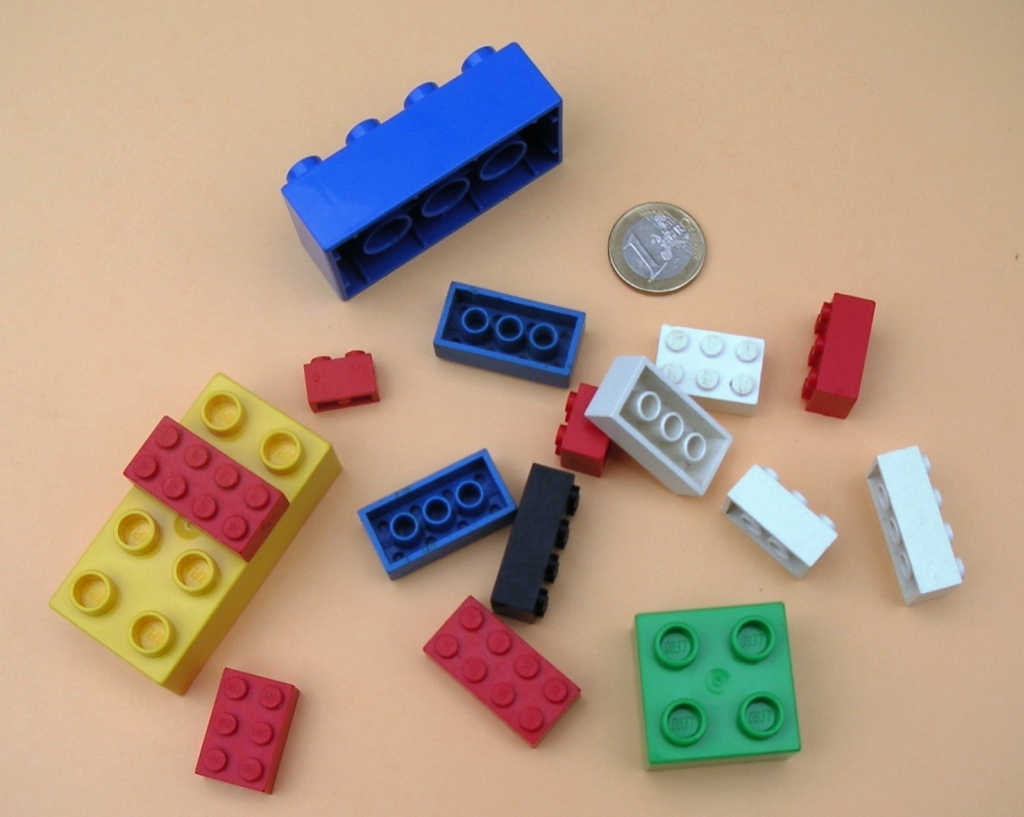
Кубики Lego и Duplo

Все детали конструкторов Lego изготавливаются по определённому стандарту с высокой степенью точности (кубики, созданные в 2015 году, можно состыковать с кубиками, выпущенными в 1958), которая позволяет соединять их без значительных усилий. Кроме того, после соединения детали должны надёжно крепиться друг к другу. Для обеспечения этих условий формы для штамповки элементов конструктора производятся с точностью 2 мкм. 6 кирпичиков 2×4 могут быть соединены 915 103 765 способами.
Выбор основной концепции и проектно-исследовательские разработки происходят в штаб-квартире Лего в Биллунде, где на компанию работают около 120 дизайнеров. Также компания имеет небольшие дизайн-бюро в Великобритании, Испании, Германии и Японии, перед которыми поставлена задача разработки продуктов специально для данных рынков. Средний срок разработки нового продукта длится 12 месяцев и состоит из трёх этапов. На первом этапе определяются рыночные тенденции и разработки, включая контакт дизайнеров с магазинами напрямую; одни размещаются в магазинах игрушек незадолго до каникул, другие проводят опросы среди детей. Вторым этапом является проектирование и разработка продукта на основе результатов первого этапа. С сентября 2008 года дизайнерские группы используют программное обеспечение 3D-моделирования для создания чертежей САПР с начальных эскизов дизайна. Затем, с помощью штатных стереолитографических машин, создаются прототипы спроектированных моделей. Эти прототипы предоставляются команде проекта для комментариев, а также тестируются родителями и детьми в процессе проверки. Дизайн может быть изменён в соответствии с результатами исследования фокус-групп. Виртуальные модели готовой продукции Лего строятся одновременно с написанием инструкции по эксплуатации. Готовые модели САПР используются и шире, например, для маркетинга и упаковки.
Для создания своего собственного цифрового дизайна потребителям доступна компьютерная программа Lego Digital Designer, аналогичный инструмент доступен для браузера Google Chrome. Сервис по созданию физических моделей из программы LDD для потребителей был закрыт в 2012 году.

## Производство

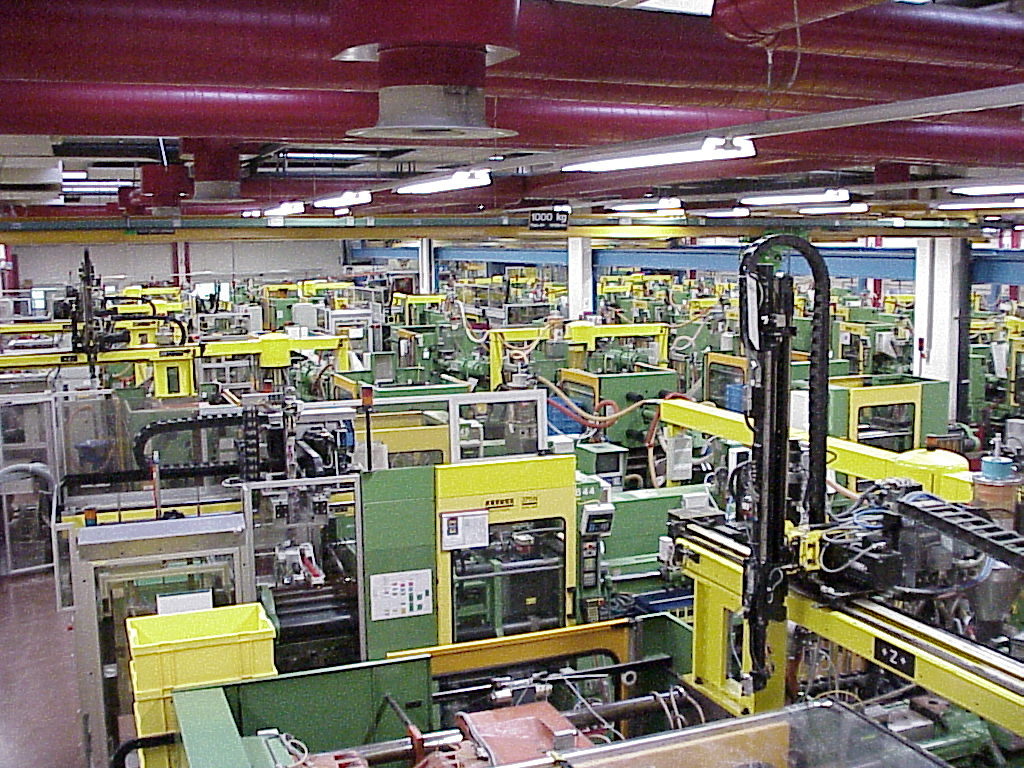
Цех по производству кубиков Lego

С 1963 года детали Лего производятся из высокоустойчивого пластика, известного как акрилонитрилбутадиенстирол (АБС-пластик). По состоянию на сентябрь 2008 года, инженеры используют набор программного обеспечения NX CAD/CAM/CAE PLM для моделирования элементов. Программное обеспечение позволяет оптимизировать детали с помощью направления потоков литья и расчёта напряжения. Иногда прототипы формы создаются до того, как дизайн выходит в массовое производство. АБС-пластик нагревают до 232 °C (450 °F) до тестообразной консистенции. Затем он вводится в формы при давлении 25-100 тонн и охлаждается в течение 15 секунд. Разрешается погрешность до 2 микрометров, чтобы обеспечить соединение кирпичей. Готовая продукция инспектируется людьми, чтобы устранить существенные изменения цвета или толщины. Согласно данным компании Лего, около 18 деталей из миллиона не соответствуют требуемуему стандарту. Заводы Лего перерабатывают все пластиковые отходы производственного процесса, кроме 1 процента. Если пластик невозможно использовать повторно, он перерабатывается и продается тем отраслям, где он может быть использован.
Детали Лего производятся на нескольких заводах в разных странах. Литьё деталей осуществляется в Дании (Биллунд), Венгрии (Ньиредьхаза), Чехии (Кладно), Мексике (Монтеррей), Китае (Цзясин), США (Колониал-Хайтс) и Вьетнаме.
Завод в Биллунде (Дания), где в цехах длиной до полукилометра стоят ряды автоматов, штампует около 23 млрд кубиков в год. На это уходит порядка 60 тонн пластика в день. Завод в Кладно (Чехия) выпускает 35-40 % (свыше миллиона деталей) всей продукции компании, также там расположен гигантский роботизированный склад, один из самых больших в Европе, где производится оформление заказов и рассылка продукции по торговым точкам во всём мире.
По оценкам компании, количество произведённых блоков Лего на протяжении пяти десятилетий составляет примерно 400 млрд. Годовой объём производства кирпичиков Лего в среднем составляет приблизительно 36 млрд в год или около 1140 деталей в секунду. Если все когда-либо произведённые кирпичики Лего разделить поровну между населением Земли в 6 миллиардов человек, каждый получит 62 детали. Согласно статье в BusinessWeek 2006 года, Lego может считаться производителем шин номер один в мире. Фабрика производит около 306 млн маленьких резиновых шин в год. В 2012 году они заявили об этом повторно.
В декабре 2012 года программа радио BBC «More or Less» попросила инженерный отдел Открытого Университета определить, сколько кирпичиков Лего, соединённых один поверх другого, уничтожат нижний из них. Используя гидравлический пресс, инженерный отдел определил, что блок Лего 2х2, в среднем, может выдерживать силу максимум в 4240 Н. Так как кирпичик Лего 2х2 весит порядка 1,152 г, согласно вычислениям, понадобится стопка 375 000 блоков для того, чтобы разрушить нижний из них. Высота этой стопки будет составлять 3591 м.
Частные тесты показали несколько тысяч циклов сборки-разборки деталей до изнашивания, хотя тест Lego показал меньшее количество циклов.

## Lego и судебные иски
Наименование компании Lego Gruppen стало настолько синонимично их основному ряду игрушек, что сейчас многие, используя слово Lego, подразумевают под этим только сами пластиковые кирпичики, или даже более того — любые пластиковые конструкторы, сходные с конструкторами Lego. Однако сама компания не одобряет такое обобщение, и каталоги Lego, выпущенные в 1970—1980-х годах, даже содержали соответствующее предупреждение.
Компания Lego неоднократно подавала судебные иски против компаний-конкурентов. Претензии Lego основывались на том, что использование конкурентами шипов и соединений, образующих кирпичную систему Lego, является нарушением торговых марок компании.
В большинстве случаев такие иски не были удовлетворены. Преимущественно потому, что функциональный дизайн основного кирпича считается вопросом патента на изобретение, а не торговой марки, а все соответствующие патенты Lego истекли. В одном из решений, 17 ноября 2005 года, Верховный Суд Канады поддержал право одной из конкурирующих компаний продолжить продавать продукт в Канаде.
14 сентября 2010 года Европейский суд постановил, что дизайн с 8 шипами оригинального кирпича Lego «просто выполняет техническую функцию и не может быть торговой маркой». С этим решением высшего суда Европейского союза борьба Лего за сохранение дизайна кубика и патентов была закончена.

## Критика
В январе 2013 года компанию Lego обвинили в расизме представители турецкой общины Австрии. Они потребовали прекратить продажу одного из наборов, а также публично извиниться за оскорбление религиозных чувств мусульман. По мнению общины, набор 9516 «Дворец Джаббы», воспроизводящий одноимённое здание из шестого эпизода Звёздных войн, напоминает стамбульский Собор Святой Софии. Дополнительное оскорбление было усмотрено в функции выстрела из крыши здания, а также в выборе персонажей в наборе, которые в своём большинстве представляли собой вооружённых громил и гангстеров, включая хозяина Дворца — Джабба Хатта.

## Собственники и руководство
Головной компанией LEGO Group является LEGO A/S. Её основные акционеры: KIRKBI A/S (75 %) и Koldingvej 2, Billund A/S (25 %). KIRKBI контролируется семьёй Кирк Кристиансен и фондом K2 Fonden af 2023. Компания Koldingvej 2 полностью контролируется фондом LEGO. Глава семьи — Кьелль Кирк Кристиансен, он имеет равные доли в компании со своими тремя детьми, Томасом, Агнете и Софи.
Руководство:
- Томас Кирк Кристиансен (Thomas Kirk Kristiansen, род. 18 февраля 1979 года) — председатель совета директоров с 2020 года, член совета с 2007 года.
- Нильс Кристиансен (Niels B. Christiansen, род. 12 апреля 1966 года) — генеральный директор с октября 2017 года; до этого, с 2008 года, был генеральным директором компании Danfoss.